# Her Supreme Sacrifice
Her Supreme Sacrifice è un cortometraggio muto del 1915 diretto da Kenean Buel e interpretato da Alice Joyce e Guy Coombs.

## Trama
Trama e critica su Stanford University

## Produzione
Il film fu prodotto dalla Kalem Company.

## Distribuzione
Il film venne distribuito nelle sale il 15 febbraio 1915 dalla General Film Company.